# Schiras-Kunstfestival

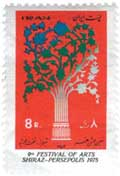
Briefmarke Schiras-Kunstfestival, 1975

Das Schiras-Kunstfestival war das erste und einzige Festival für Moderne Kunst im Iran. Sein Schwerpunkt lag in der Präsentation von elektronischer Musik und Avant-Garde-Kunst im Bereich Musik, Tanz und Theater. Es fand von 1967 bis 1977 in der Stadt Schiras und vor den Ruinen von Persepolis statt. Das Festival erfuhr weltweite Beachtung. Neben iranischen Künstlern waren auch Künstler aus dem westlichen Kulturkreis wie Iannis Xenakis, Peter Brook, John Cage, Gordon Mumma, David Tudor, Karlheinz Stockhausen und Merce Cunningham vertreten. Das für 1978 geplante Festival konnte wegen der anhaltenden Demonstrationen im Vorfeld der Islamischen Revolution nicht mehr stattfinden. Nach der Islamischen Revolution wurde das Festival eingestellt. Ein geplantes Kunstzentrum mit Aufnahmestudios konnte nicht mehr fertiggestellt werden.

## Gründung und Organisation

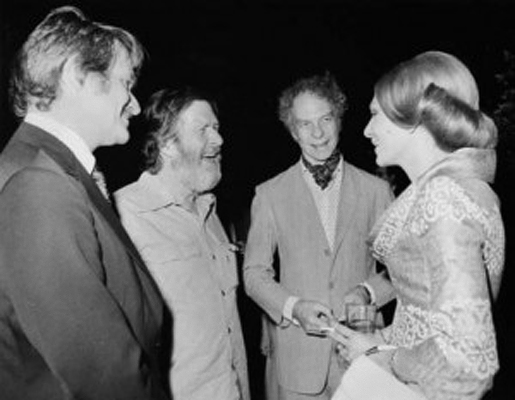
Schahbanu Farah Pahlavi begrüßt John Cage und Merce Cunningham, 1972

Das Schiras-Kunstfestival wurde 1967 auf Anregung von Schahbanu Farah Pahlavi gegründet. Hauptsponsor des Festivals war der ebenfalls 1967 gegründete staatliche iranische Rundfunk (NIRT, National Iranian Radio and Television), der von Reza Ghotbi, dem Cousin der Kaiserin geleitet wurde. Sharazad Ghotbi, eine Geigerin und Ehefrau von Reza Ghotbi, übernahm die musikalische Leitung des Festivals. Beim NIRT übernahm Farrokh Ghaffari die Leitung der Kulturredaktion und war damit zuständig für das Kulturfestival. Das Festival wurde von der 1967 (1346) eigens gegründeten Organisation des Schiras-Kunstfestivals (persisch سازمان جشن هنر شیراز Sazeman-e Dschaschn-e Honar-e Schiraz) geplant und durchgeführt. Die Organisation wurde von einem aus fünf Mitgliedern bestehenden Direktorium und einem Beirat bestehend aus 33 Mitgliedern geleitet. Die Organisation war in acht Abteilungen gegliedert, bestehend aus den Abteilungen für Theater, Musik, Film, Ausstellungen, technische Logistik, Finanzierung, Gästebetreuung und Öffentlichkeitsarbeit. Es bestanden intensive Verbindungen zu international tätigen Kunst- und Festivalorganisationen, um moderne und herausragende Künstler nach Schiras einzuladen. Die Aufführungen des jährlich stattfindenden Festivals wurden dokumentiert und in entsprechenden Publikationen veröffentlicht.

## Programm

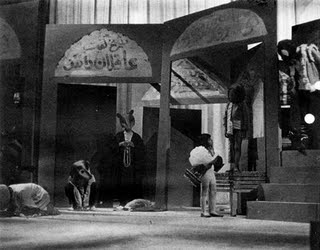
Shahre Gheseh von Bijan Mofid, 1968

Ein wichtiges Ziel des Schiras-Kunstfestivals war es, Künstler aus der Dritten Welt mit Avantgarde-Künstlern aus der Ersten Welt zusammenzubringen. So traf der indische Sitarist Ostad Vilayat Khan auf den amerikanischen Violinisten Yehudi Menuhin und klassische persische Musik mischte sich mit den Klängen eines balinesischen Gamelan Orchesters.  Ein Schwerpunkt des Festivals war die Elektronische Musik sowie Musik, die heute als Weltmusik bezeichnet wird.
Die Eröffnungsveranstaltung des Festivals fand am 11. September 1967 statt. Das Programm des ersten Festivals bestand aus klassischer iranischer Musik, Musik aus „dem Morgenland“, klassischen Theaterstücken (Ta'zieh von Hurr) aus dem Iran und westlicher klassischer Musik. Unter den Künstlern des ersten Festivals waren Yehudi Menuhin, der mit dem Kammerorchester des NITV auftrat, Ostad Vilayat Khan, einem der berühmtesten Sitar-Spieler aus Indien und Gilbert Amy mit dem Orchester Domaine Musical aus Frankreich.
Der mit dem Schiras-Kunstfestival am engsten verbundene Komponist war Iannis Xenakis, der 1968 mit Nuits, einem Werk für einen Chor vertreten war. Die Aufführung fand mit dem Chor des französischen ORTF unter der Leitung von Marcel Couraud statt. Das Stück war allen politischen Gefangenen gewidmet. Ein Höhepunkt war der Auftritt des populärsten indischen Musikers Bismillah Khan auf der Shehnai begleitet vom Orchester des iranischen Fernsehens NITV und ein Klavierkonzert mit Arthur Rubinstein und iranischen Musikern. Unter den Theateraufführungen ragte das Stück Shahre Gheseh von Bijan Mofid besonders heraus. Ein weiterer Schwerpunkt des Festivals lag 1968 auf der Aktionskunst.

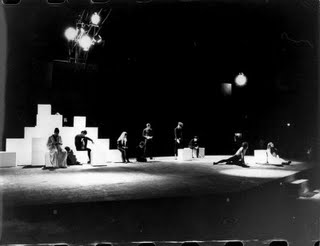
Der Mond und der Leopard von Bijan Mofid, 1970

Der Schwerpunkt des dritten Festivals im Jahre 1969 war „Stimme und Klang“. So wurde die Perkussionskomposition Persephasa von Iannis Xenakis aufgeführt, eine Auftragsarbeit des französischen ORTF. Persephassa bezieht sich auf Erzählungen über die griechische Göttin Persephone, die interkulturelle Bezüge haben. Weitere herausragende Künstler, die 1969 an dem Schiras-Festival teilnahmen waren Bruno Maderna, Yvonne Loriod, Max Roach und Martha Argerich. darüber hinaus trat auch erstmals im Iran eine Gamelan-Gruppe aus Bali auf.
Im Jahr 1970 waren „Theater und Aktionskunst“ ein Schwerpunkt. Zur Eröffnung wurde eine Adaption der Geschichte von „Wis und Ramin“ des iranischen Dichters Fachr-od-Dīn Ās'ād Gorgani fürs Theater gezeigt. An dem Festival nahmen unter anderem der polnische Regisseur Jerzy Grotowski, die spanische Opernsängerin Victoria de los Ángeles, der indische Sitarspieler Ravi Shankar und das Kammerorchester des NITV unter der Leitung von Farhad Meshkat teil.

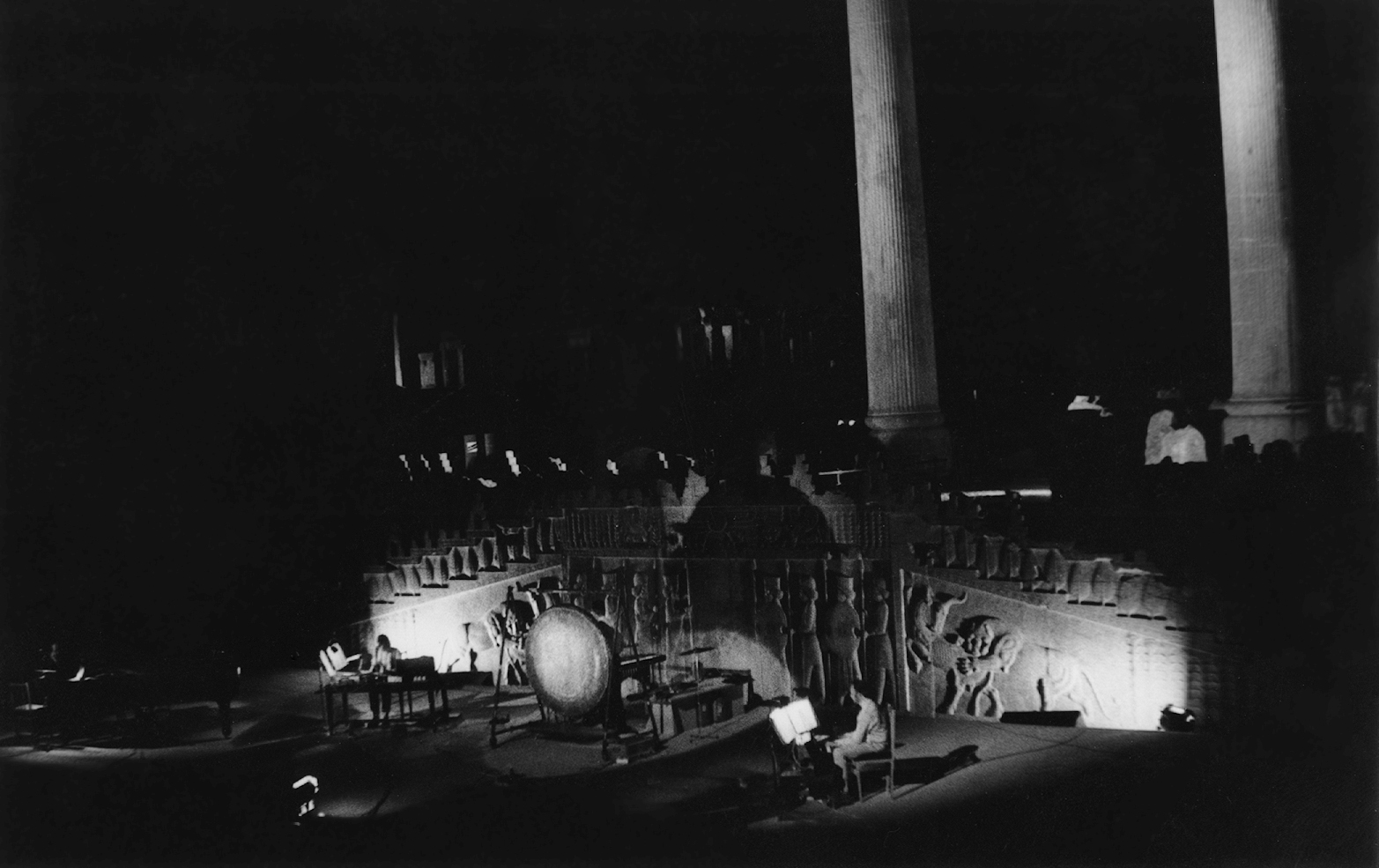
Karlheinz Stockhausen mit HYMNEN in Persepolis, 1972

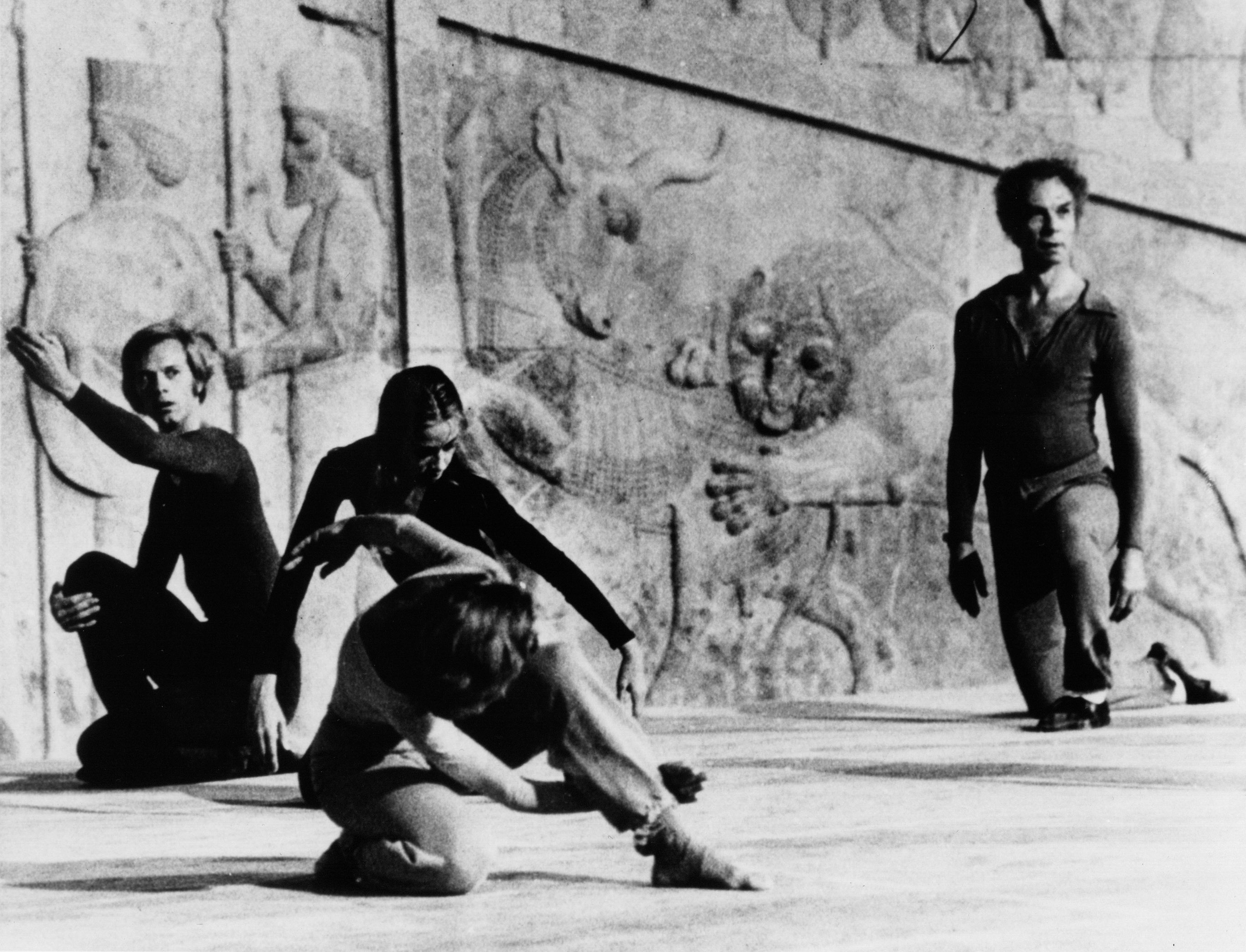
Persepolis Event, Douglas Dunn (links), Carolyn Brown (hinten) and Merce Cunningham (rechts)

1971 wurden die bisherigen Festival-Themen zusammenfassend neu interpretiert. Ein Höhepunkt war die dritte Auftragsarbeit von Iannis Xenakis für das Festival, Polytope de Persépolis, eine Multimedia-Aufführung, die am 26. August 1971 in den Ruinen von Persepolis ihre Uraufführung erlebte. Der amerikanische Regisseur und Schauspieler Andre Gregory gastierte mit seinem berühmten Stück Alice, einer Adaption von Alice im Wunderland. Der britische Regisseur Peter Brook war mit einer Premiere des Stückes Orghast von Ted Hughes vertreten. Ferner gastierte das Kammerorchester des Musikkonservatoriums Moskaus unter der Leitung von Rudolf Borissowitsch Barschai, das philharmonische Orchester Krakau, Bruno Maderna mit einer Lichtinstallation, Jérôme Savary mit seinem Le Grand Magic Circus, Joseph Chaikin mit einer Theatergruppe und Maurice Béjart mit zwei Ballettaufführung, einer Choreographie nach Saadis Golestan und eine Choreographie mit dem Namen Farah zu Ehren der Gründerin des Schiras-Kunstfestivals Schahbanu Farah Pahlavi.
1972 wurde das Kunstfestival zu einem wahren Karlheinz-Stockhausen-Festival. Die Aufführungen begannen am 1. September um 21 im Seraye Moshir mit MANTRA mit Aloys und Alfons Kontarsky. Am 2. September folgten um 21:30 die Stücke MIKROPHONIE I-REFRAIN-PROZESSION. Am 3.9. wurde um 21:30 in Persepolis die HYMNEN aufgeführt. Am 4. September war wieder das Seraye Moshir Aufführungsort mit POLE für 2 (Vetter und Böttner), SPEKTREN (Gentle Fire) und TREFFPUNKT (Gentle Fire), SPIRAL (Eötvös), TELEMUSIK und KONATKTE (Eötvös, Caskel). Am 5. September fand in der Shira-Universität eine „Stockhausen-Debatte“ statt mit der anschließenden Aufführung der Klavierstücke VI, VII, VII und IX (Bojé) sowie KOMMUNIKATION (Intermodulation). Am 7. September spielten Gruppen von Instrumentalisten und Sängern von der Morgendämmerung bis ca. 18:30 an verschiedenen Stellen der Stadt Stücke aus AUS DEN SIEBEN TAGEN. Ab 18:30 wurden GRUPPEN und CARRÉ vierkanalig im Seraye Moshir aufgeführt. Den Abschluss bildete die Aufführung STERNKLANG im Delgosha Park vor 8.000 Zuhörern. Das Open-Air-Konzert von Stockhausen wurde von den Besuchern regelrecht gestürmt. Kamen in westlichen Ländern nie mehr als wenige hundert Zuhörer in seine als zu avantgardistisch empfundenen Konzerte, wollten in Schiras mehr als 8.000 Besucher seine Musik hören. Auch andere Komponisten moderner Musik wie John Cage waren von dem Zuspruch des Publikums begeistert. In Schiras wurden sie vom Publikum gefeiert und waren nicht mit dem oft von den Freunden klassischer westlicher Musik geäußerten Argument konfrontiert, dass das, was sie komponierten, „gar keine Musik wäre“. Das vor allem junge iranische Publikum fand sofort Zugang zu den modernen Kompositionen und war von Beginn an begeistert von den Möglichkeiten, die das Festival bot. Die indische Gruppe Kathakali war mit einer Aufführung von Rostam und Sohrab vertreten. Der iranische Regisseur Arbi Avanessian führte ein Stück von Abbas Nalbandian auf. 1972 trat auch Merce Cunningham mit dem Ballet Persepolis mit Musik von John Cage auf einer Bühne vor den Ruinen von Persepolis auf. Auch der Amerikaner Gordon Mumma war mit einer Aufführung vertreten. Die Inderin Shanta Rao zeigte klassische indische Tänzer.
Die moderaten Eintrittspreise und die teilweise kostenlosen Open-Air-Aufführungen taten ein Übriges, um das Festival bei der kunstinteressierten Jugend Irans populär zu machen.

## Einflüsse
Das Festival hatte einen großen Einfluss auf die heranwachsenden iranischen Künstler und Komponisten. John Cage wurde zu einem ihrer Helden. Die Musikfakultät der Universität Teheran war aktiv an dem Programm beteiligt. Der iranische Komponist Dariusch Dolat-Schahi erinnert sich:

„Jedes Jahr wartete ich angespannt auf den Beginn des Festivals. Die Aufführungen waren eine einmalige Informationsgelegenheit für uns, um uns über die neuesten Entwicklungen in der Welt der Musik zu informieren. Ich erhielt meinen ersten Kompositionsauftrag für das Festival, als ich neunzehn Jahre alt war.“

Nicht nur iranische Komponisten, sondern auch Theater, Film und Tanz wurden gefördert. Zara Huschmand schreibt: 

„Majid Jafaris Arbeiten wie Pessyani oder die Arbeiten anderer iranischer Regisseure waren von Jerzy Grotowski, Peter Brook, Tadeusz Kantor oder anderen europäischen Avant-Garde-Künstlern, die nach Schiras gekommen waren, stark beeinflusst worden.“

 Den jungen iranischen Künstlern wurden staatliche Stipendien gewährt, um ihnen ein Studium im Ausland zu ermöglichen.
Dolat-Schahi begann seine Arbeit an From Behind the Glass am Electronic Music Center der Columbia-Princeton University für das Festival von 1976, ein Werk für 20 Streichinstrumente, Klavier, ein Tonband und ein Echosystem.
Das letzte Festival im Jahr 1977 brachte Werke von Fawzieh Majd, Ivo Malek, Bach und Mashayeki zur Aufführung.

## Das geplante Kunstzentrum
Der Erfolg von Xenakis' Polytope de Persépolis führte zu seiner Anstellung als Berater für den Aufbau einer Cité des Arts in Schiras-Persepolis. Die Pläne zu diesem Zentrum entlehnte Xenakis von Entwürfen, die er bereits 1970 für das geplante Le Corbusier Center for the Arts in La Chaux-de-Fonds erstellt hatte.  Xenakis plante ein wissenschaftliches Forschungszentrum für Tonkunst und visuelle Kunst, Film, Theater, Ballet, Dichtung und Literatur, um die temporären Aktivitäten des Schiras-Kunstfestivals in eine kontinuierliche künstlerische Arbeit zu überführen. Das Zentrum sollte Arbeitsmöglichkeiten für 50 dauerhaft dort arbeitende Künstler und Wissenschaftler sowie für 40 Plätze für Visiting Artists bieten. Es sollte auf der einen Seite offen für die Belange der Bürger von Schiras sein und kein „intellektuelles Ghetto“. Gleichzeitig sollte es aber auch neue Wege in den genannten künstlerischen Bereichen beschreiten und die modernsten Kunstaufführungen ermöglichen. Das Zentrum sollte eng mit der 1946 gegründeten Universität Schiras zusammenarbeiten.  Die Pläne beinhalteten auch ein Labor für „automatische“ digitale und analoge Musik und Filmmusik, zwei Aufnahmestudios, eine Bibliothek und eine Werkstatt, eine Aufführungshalle. Das jährliche Budget des Zentrums sollte $ 7 Mio. betragen.

## Konflikte
Die linksgerichtete iranische Opposition griff als erstes Xenakis an, und kritisierte, dass er mit einem “Menschenrechtsverletzer” wie Mohammad Reza Schah zusammenarbeitete. In einem offenen Brief an Le Monde verteidigte er sich mit den Worten 

„Was mich motiviert hat, in den Iran zu gehen, war ein tiefes Interesse an diesem wundervollen Land, das eine so reiche Kultur hervorgebracht hat und dessen Bevölkerung mich gastfreundlich empfangen hat. Ich habe viele Freunde bei dem Schiras-Festival getroffen, die aus allen Bereichen der modernen Musik und aus allen Teilen der Welt kamen; das Festival bot eine Mischung aus traditioneller Musik aus Asien und Afrika und moderner Musik; meine Musik und meine visuellen Projekte wurde von der jungen Bevölkerung mit Begeisterung aufgenommen … Meine Philosophie, die ich jeden Tag lebe, basiert auf freier Meinungsäußerung und das Recht zu totalen Kritik. Ich bin kein Isolationist in der heutigen vernetzten und komplexen Welt …  Es gibt kein Land, das vollständig frei ist und nicht mit einer Vielzahl von Kompromissen leben muss, ohne letztlich die Grundprinzipien einer freien Welt aufgeben zu müssen.“

 Am Ende gab Xenakis dem Druck der linken Opposition nach und beendete die Zusammenarbeit mit dem Iran.

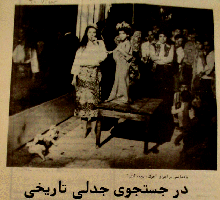
Kontroverse Aufführung von Pig! Child! Fire! des Squat Theaters New York

Auch andere Künstler kamen für ihre Zusammenarbeit mit dem Schiras-Kunstfestival in die Kritik. So schreibt Gordon Mumma. 

„Jean Tinguely bezeichnete mich als unmoralisch, da ich mit einem repressiven und elitären Regime zusammenarbeiten würde. Mein Gegenargument war, dass ich wegen der Bevölkerung und ihrer Kultur in den Iran gehe, für die ich großen Respekt empfinde, und deren Welt und deren Sicht der Dinge ich gerne kennenlerne. Sie haben sich diese Regierung nicht ausgesucht.“

 1977 schaltete sich Chomeini in die Diskussion ein: 

„Es ist schwer etwas darüber zu sagen. In Schiras werden unanständige Szenen gezeigt, und bald soll dies auch in Teheran geschehen. Niemand sagt etwas. Die Geistlichkeit im Iran schweigt dazu. Ich verstehe nicht, warum die Geistlichkeit nicht protestiert.“

 Chomeini nahm in seiner Rede Bezug auf die Aufführung Pig! Child! Fire! des Sqat-Theaters aus New York, in der eine Vergewaltigungsszene einer Frau durch einen russischen Soldaten angedeutet wurde. In der in Schiras gezeigten Version des Stückes waren die Schauspieler nicht entblößt und es gab auch keine eindeutig sexuell interpretierbare Darstellung der Schauspieler. Das Stück wurde nach vier Aufführungen vor insgesamt 300–350 Besuchern abgesetzt, da ein Ajatollah in Schiras Einwände gegen die Aufführung erhoben hatte. Nachdem Chomeini die Sache aufgegriffen hatte, war plötzlich von tausenden wenn nicht gar Millionen unschuldiger Männer, Frauen und Kinder die Rede, die im Rahmen des Festivals gezwungen waren, sich nackte Paare auf den Straßen von Schiras anzusehen. Im Iran wurde das Festival als Beweis für die moralische Verkommenheit der Pahlavis ausgegeben. Nach den kritischen Stimmen im Iran meldeten sich die Kritiker der Pahlavis im Ausland zu Wort. In der New York Times schrieb Mel Gussow von einem „verwerflichen Vorfall eines Theater der Grausamkeiten“, das „gewalttätige, obszöne und geschmacklose Szenen zur Schau stelle.“. Dass das Stück vor der Aufführung in Schiras bereits in New York und Baltimore in weit extremerer Form als in Schiras gezeigt worden war, und sich dort niemand an der Aufführung gestört hatte, war in Vergessenheit geraten.
Die Vertreter der Islamischen Revolution und der Islamischen Republik Iran hatte für experimentelles Theater nichts weiter übrig. Das Festival wurde nicht mehr fortgesetzt.

## Das Ende
Mit dem Ende des Schiras-Kunstfestivals 1978 war ein einmaliges interkulturelles Experiment zu Ende gegangen, das die westlichen Künstler dem iranischen Kulturkreis näher gebracht hatte, und das umgekehrt den iranischen Künstlern eine Möglichkeit gegeben hatte, sich von den neuesten Entwicklungen der internationalen Kunstszene anregen zu lassen. Die Arbeiten der westlichen wie der einheimischen Künstler stießen auf ein offenes Publikum, das das Neue begierig aufsog und sich mit den Künstlern und ihren Darbietungen offen und ohne Scheu auseinandersetzten. Für die westlichen Künstler war es eine einmalige Erfahrung, die Gordon Mumma in seinen Memoiren als „eine seiner außergewöhnlichen Erfahrungen seines Lebens“ bezeichnete.

## Galerie
- Ram Narayan Sarangi Master beim Schiras-Kunstfestival 1970

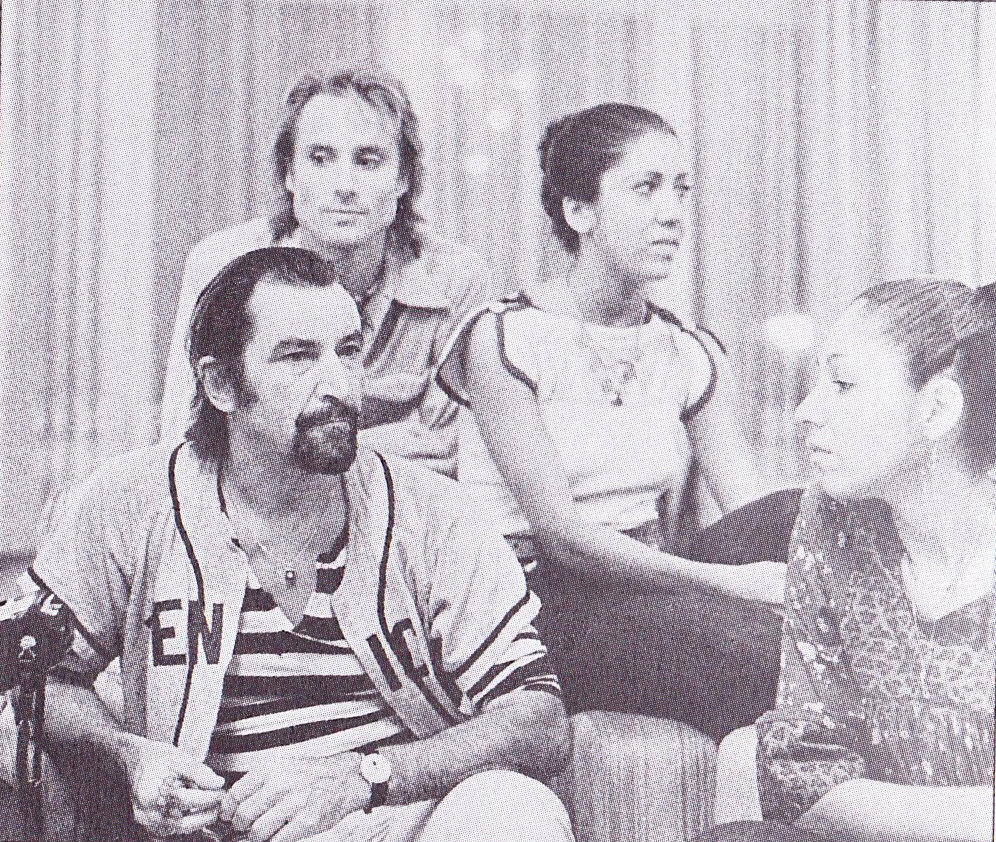
Maurice Béjart, Schiras-Kunstfestival, 1971
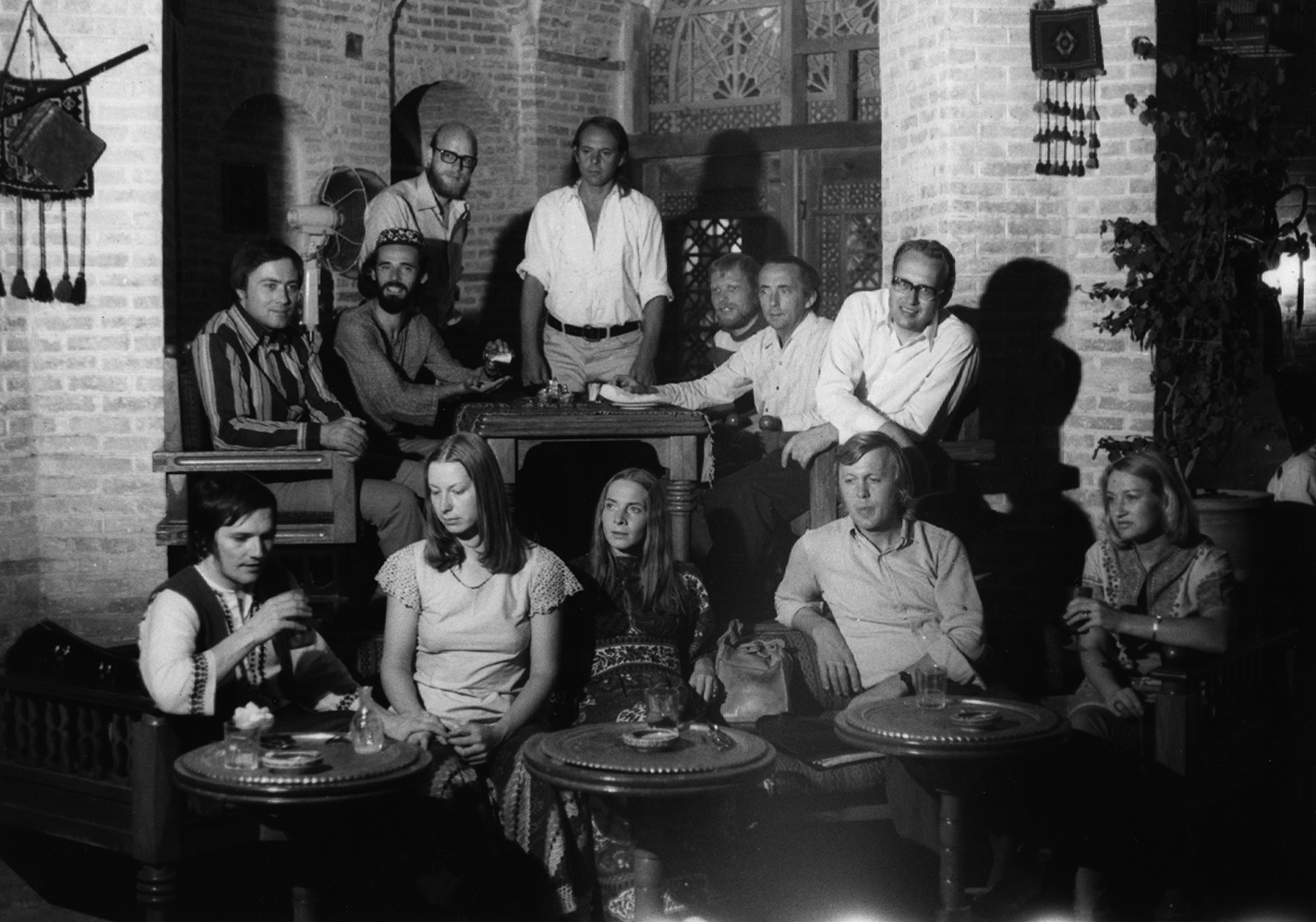
Schiras-Festival 1972, Teehaus im Seraye Moshir, Stehend: Volker Müller, Karlheinz Stockhausen. Letzte Reihe sitzend: Karl O. Barkey, Hans-Aldrich Billig, Wolfgang Lüttgen, Günther Engels, Christoph Caskel. Erste Reihe: Péter Eötvös, Dagmar von Biel, Gaby Rodens, Wolfgang Fromme, Helga Hamm-Albrecht.
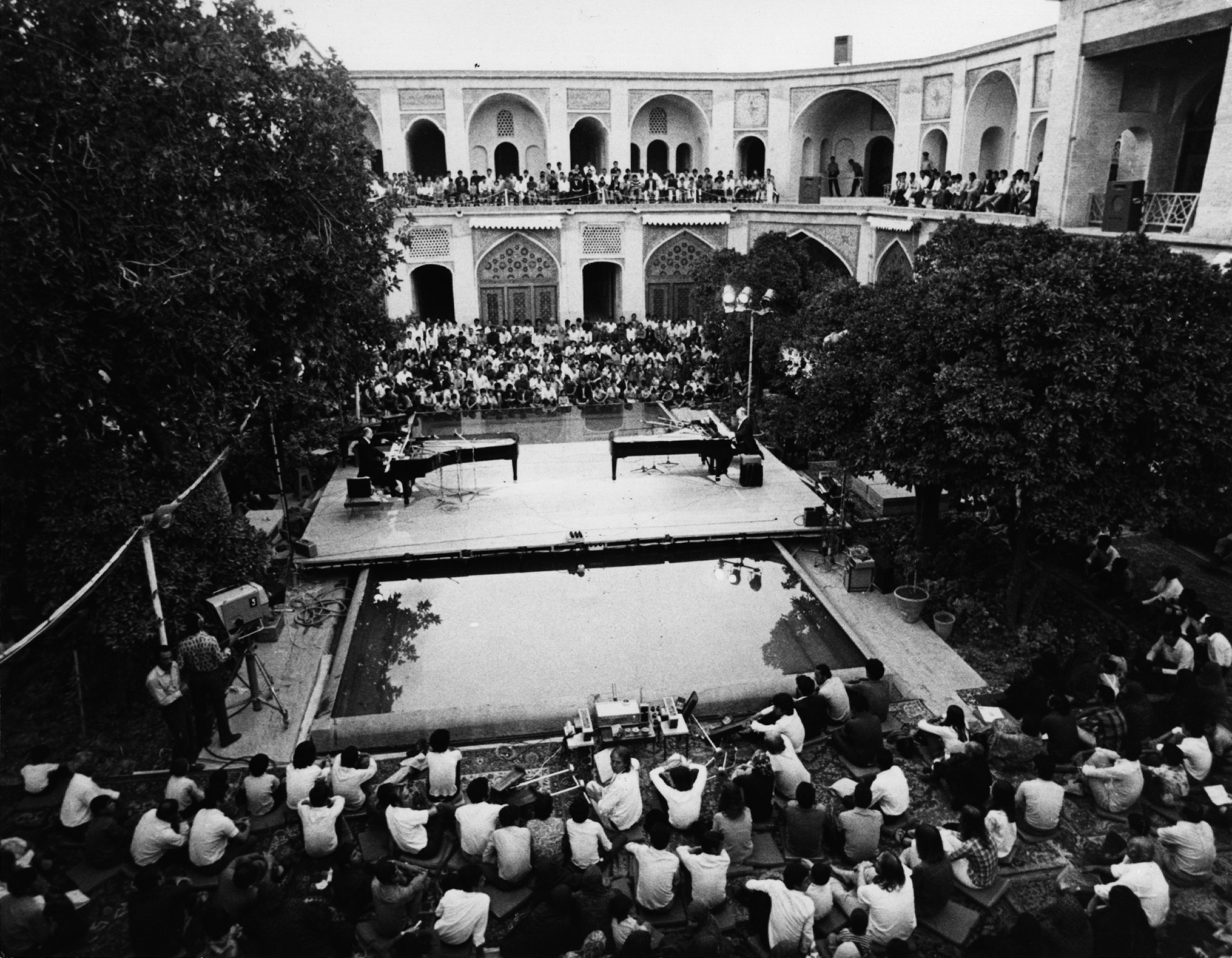
MANTRA, Aloys and Alfons Kontrarsky, 2. Sept. 1972 18:30, Seraye Moshir
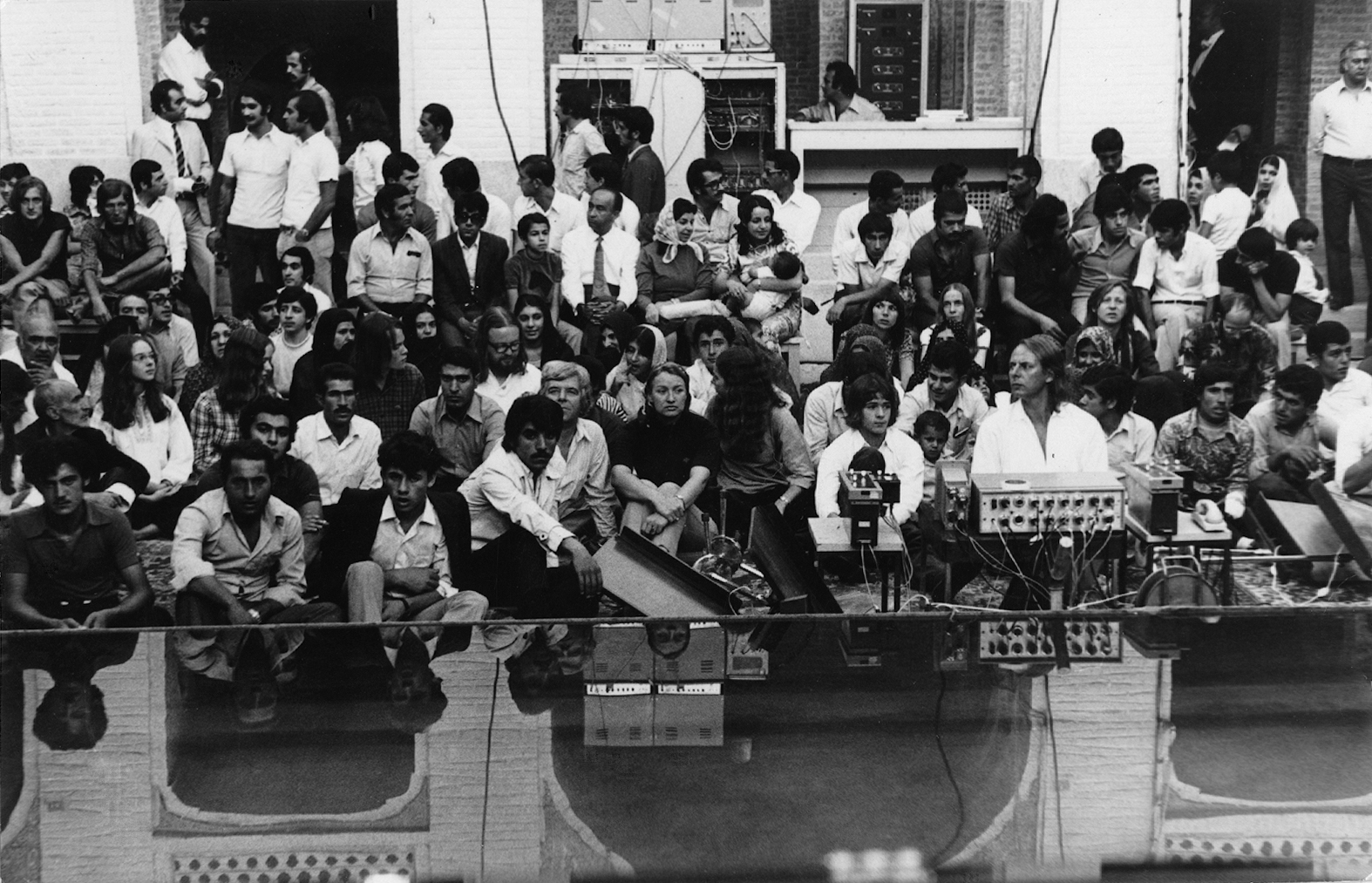
Karlheinz Stockhausen. Seraye Moshir, Schiras, 2. Sept. 1972, Seraye Moshir
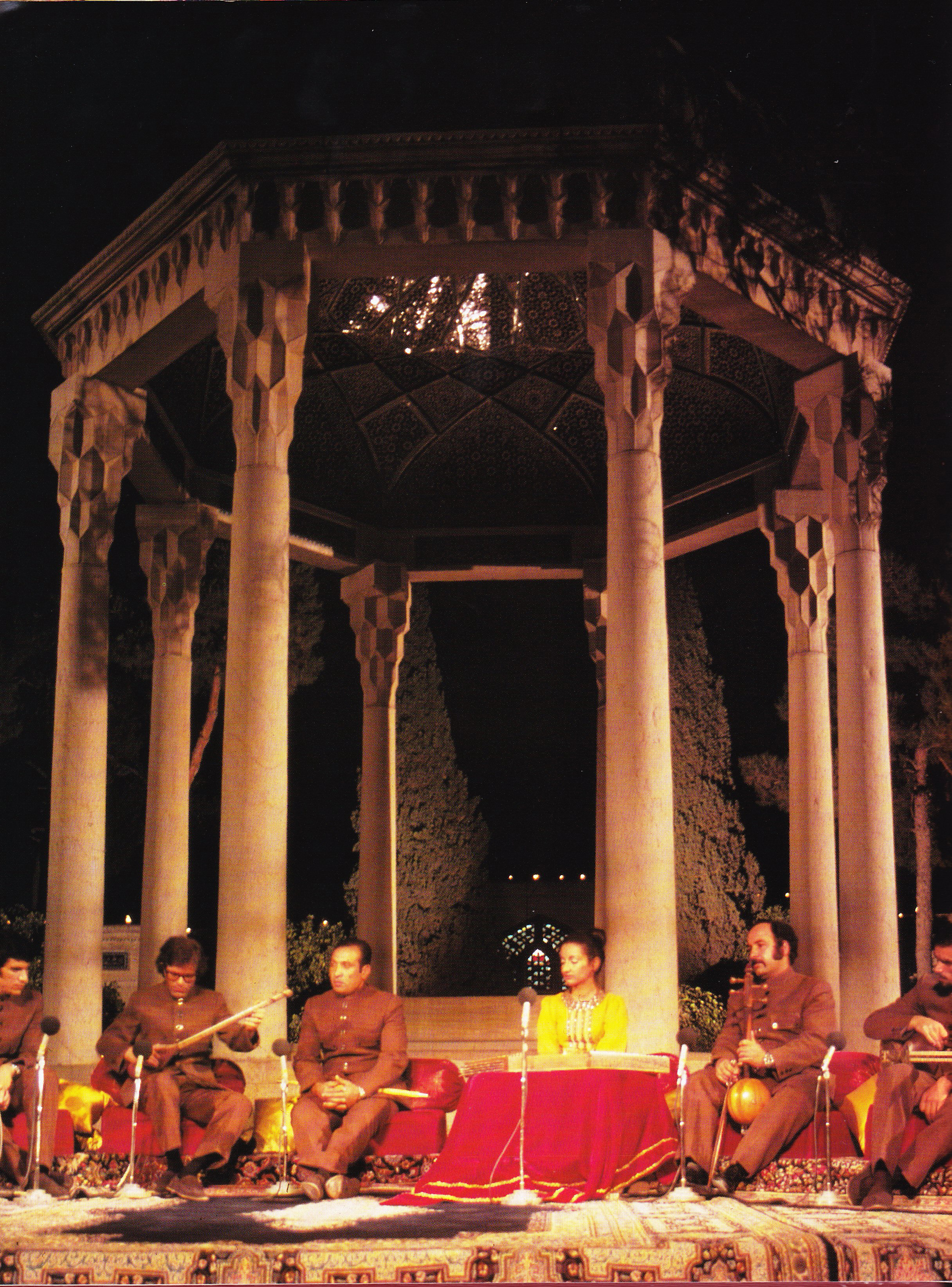
Indische Gruppe, Schiras-Kunstfestival, 1975
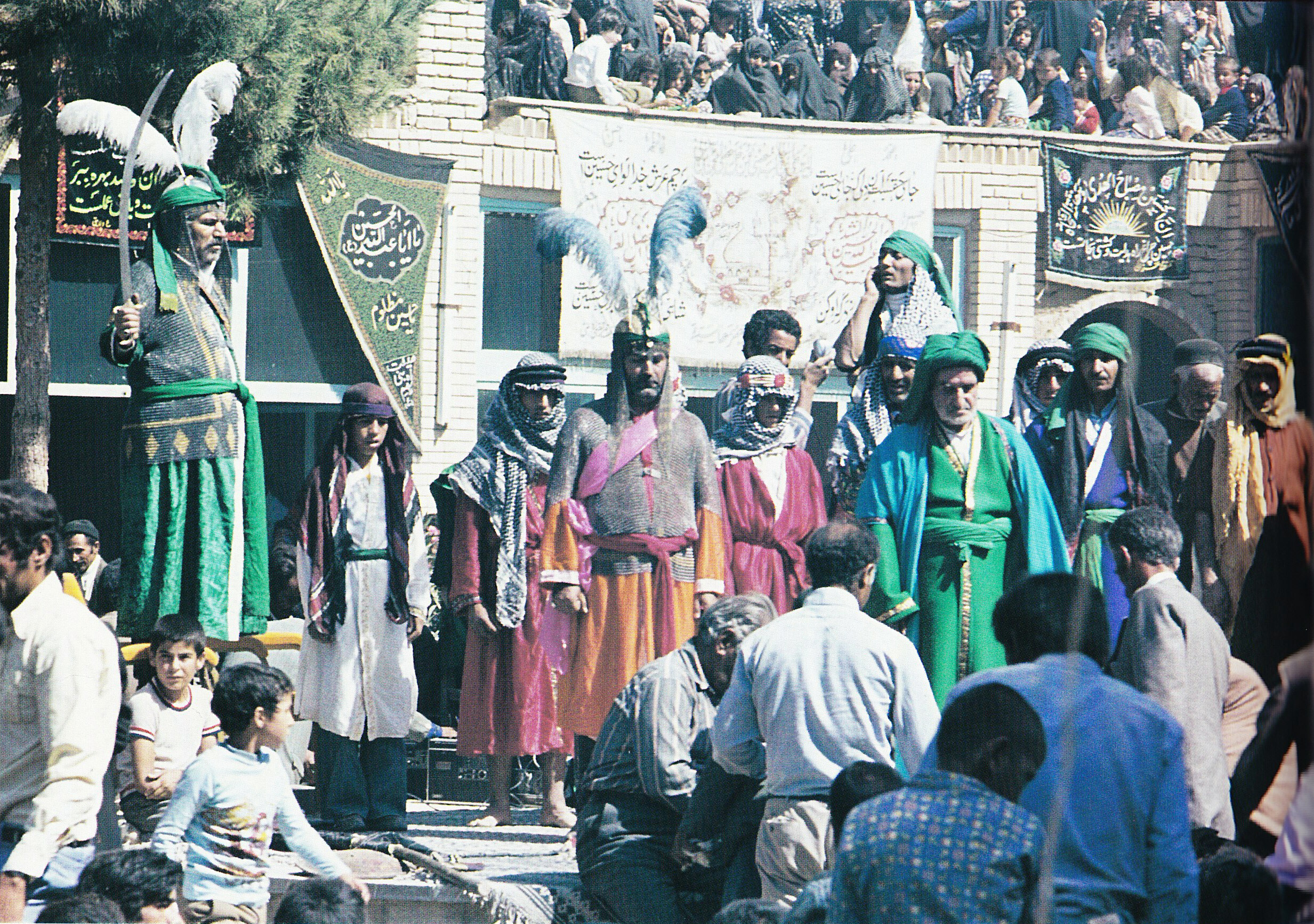
Tazieyeh-Aufführung, Schiras-Kunstfestival, 1975
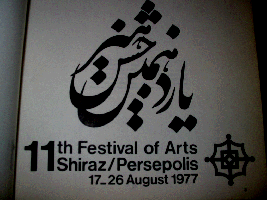
Programm des letzten Schiras-Kunstfestivals, 1977